# 难易效应
難易效應是一種認知偏誤，指人們在要做一些實際上相對困難的工作時高估自己的成功機率，同時又會在要做一些實際上相對容易的工作時低估自己的成功機率。例如一个从来没有给房间贴过墙纸的人可能会认为贴墙纸很容易，而一个常吃快餐的人会认为做一顿简单的家常菜是一项几乎无法克服的任务。